# American Academy in Rome

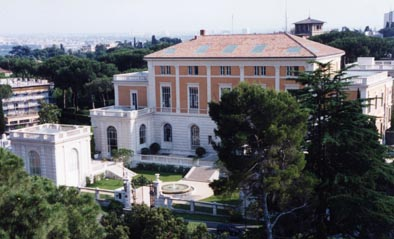
Villa Aurelia, het hoofdgebouw van de American Academy in Rome.

De American Academy in Rome is een Amerikaans cultureel onderzoeksinstituut in Rome, in 1913 ontstaan uit een fusie van de American School of Architecture (1894) en de American School of Classical Studies in Rome (1895). Het instituut is gevestigd in tien gebouwen op de Janiculumheuvel in de Italiaanse hoofdstad. De Academy organiseert wetenschappelijke conferenties en vergaderingen, evenals lezingen en tentoonstellingen.

## Romeprijs
Sinds 1921 reikt het instituut de Romeprijs (Rome Prize) uit. Elk jaar worden ongeveer dertig onderzoekers en kunstenaars uitgekozen om met een studiebeurs aan de Academy te studeren.